# Oncocnemis tenuifascia
Oncocnemis tenuifascia är en fjärilsart som beskrevs av Smith 1888. Oncocnemis tenuifascia ingår i släktet Oncocnemis och familjen nattflyn. Inga underarter finns listade i Catalogue of Life.